# 罗得岛之围 (1522年)

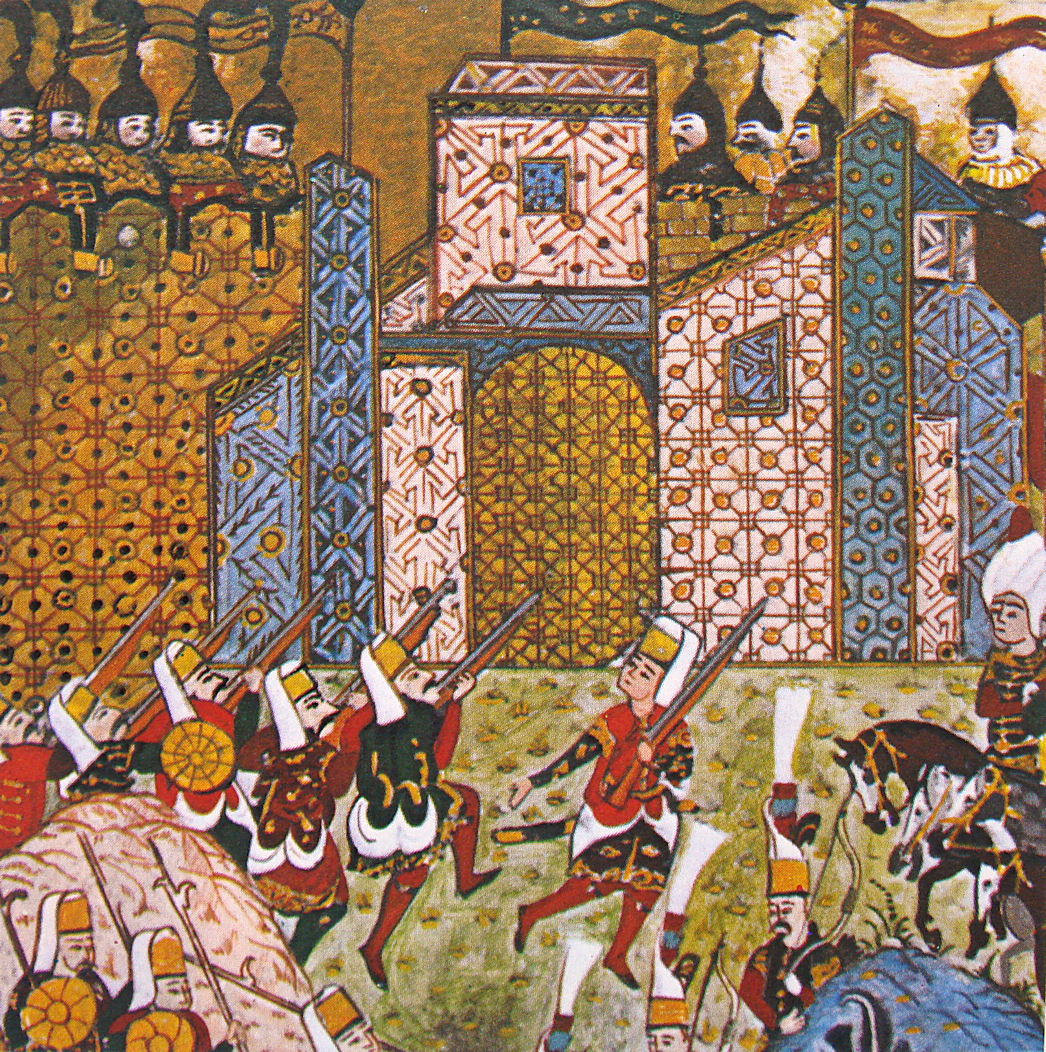
土耳其禁衛軍圍攻医院骑士团防守的罗得岛

罗得岛之围是奥斯曼帝国继第一次围攻罗得岛失利后，于1522年第二次从罗得岛驱逐医院骑士团的战役，奥斯曼帝国最终获胜，取得了对该岛和地中海的控制权。医院骑士团前往西西里岛，最终定居于马尔他岛。